# حفرة حقية
توجد الحفرة الحُقِّيّة في وسط الحُقّ، ويملؤها رباط رأس الفخذ.
إن ارتباط رأس الفخذ مع الحفرة الحقية بواسطة طبقة رقيقة وخشنة وغالبا ما تكون شفافة وهي امتداد للثلمة الحقية، بينما ارتباطه مع الحوض فبواسطة طبقة غليظة وناعمة.

## صور إضافية

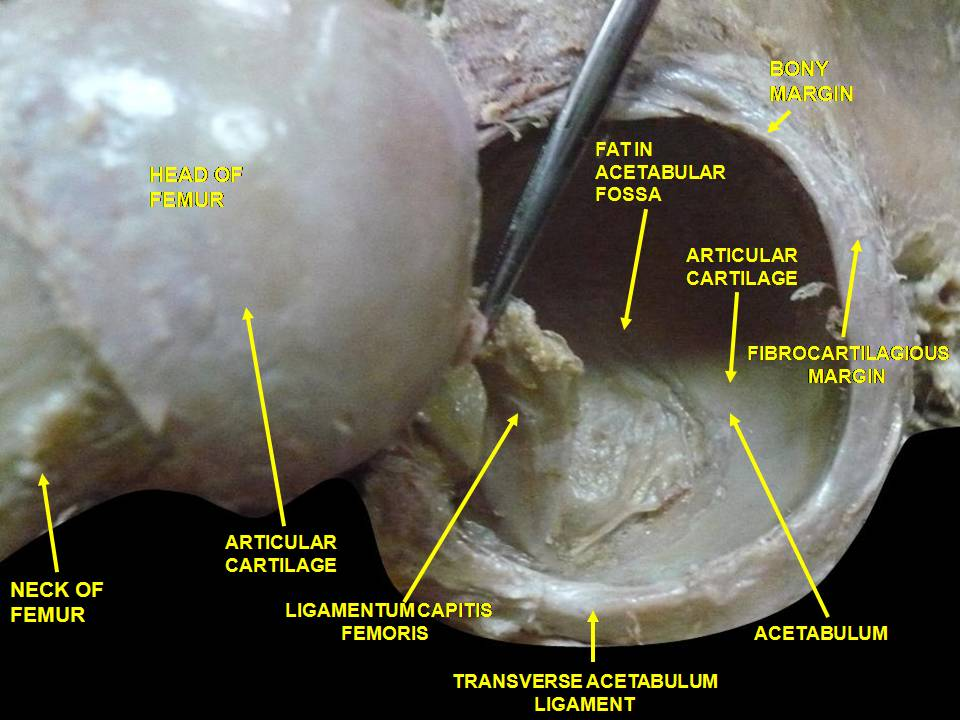
منظر جانبي لمفصل الورك يظهر وجود الشحون في الحفرة الحقية.